# Nevo sebáceo
Un nevo sebáceo (también conocido como nevo organoide y nevo sebáceo de Jadassohn) es una placa congénita sin vello que generalmente se presenta en la cara o el cuero cabelludo. Dichos nevos se clasifican como nevos epidérmicos y pueden estar presentes al nacer o en la primera infancia y afectar a hombres y mujeres de todas las razas por igual. La afección recibe su nombre de un crecimiento excesivo de las glándulas sebáceas, un hamartoma relativamente poco común, en el área del nevo. Esta entidad fue descrita por primera vez por Josef Jadassohn en 1895.
Pueden surgir tumores benignos y carcinomas de células basales en los nevos sebáceos, generalmente después de la pubertad. En raras ocasiones, los nevos sebáceos pueden dar lugar a un carcinoma sebáceo. Sin embargo, ahora se sabe que la tasa de tales malignidades es menor de lo que se había estimado. Por esta razón, la escisión ya no se recomienda de forma obligatoria.